# Padova Marathon

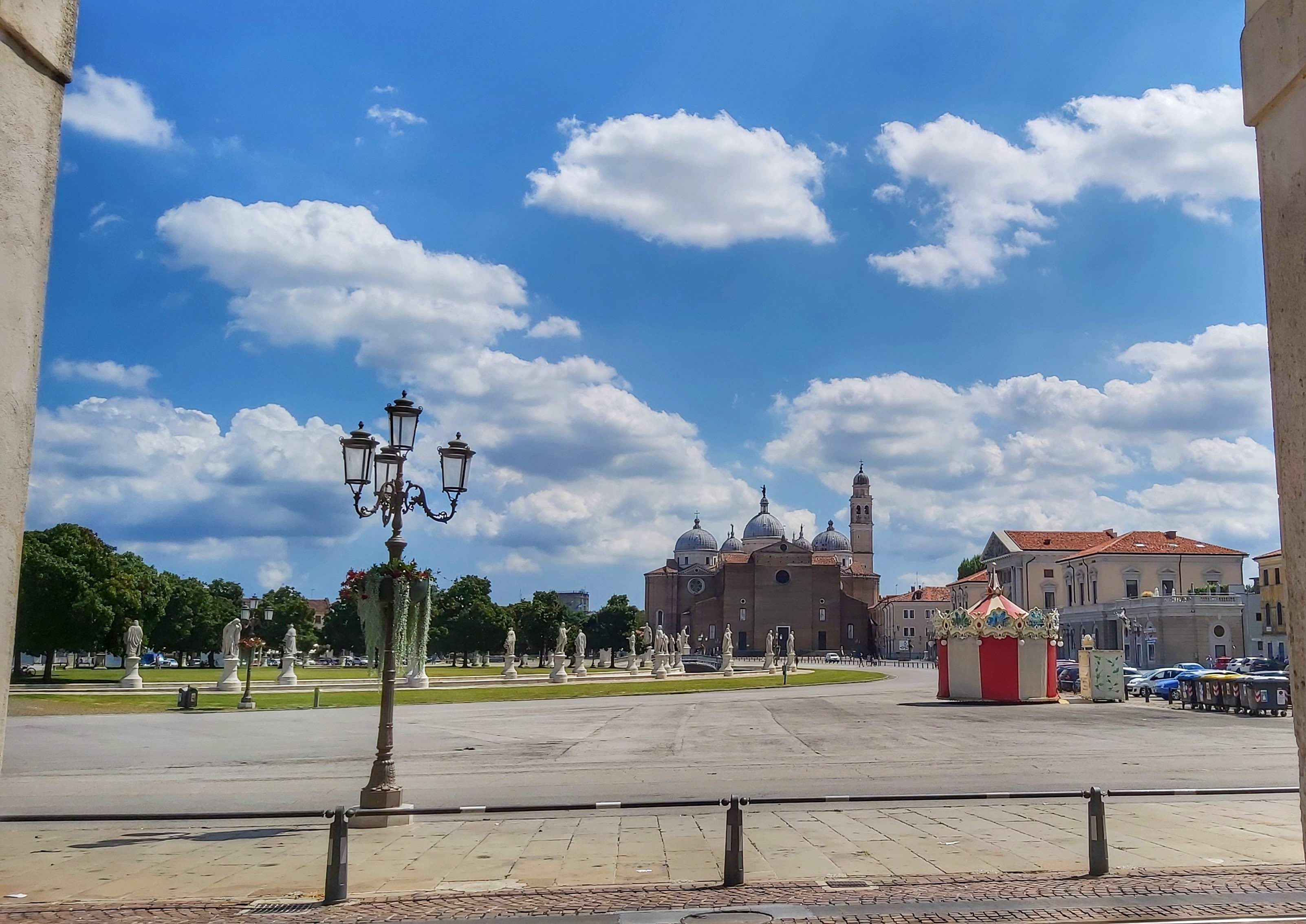
Prato della Valle, aankomstplek van de marathon

De Padova Marathon of Marathon van Padua is een jaarlijks sportevenement in de Noord-Italiaanse stad Padua; vertrek en aankomst zijn in Padua. De organisatie ligt bij Assindustria Sport, een atletiekclub uit Padua gesticht in 1971. Deze club organiseert naast de marathon nog andere atletiekwedstrijden. Assindustria Sport organiseert de marathon sinds het jaar 2000. In het jaar 2019 waren er meer dan 20.000 deelnemers.

## Trajecten
De marathontrajecten veranderden nogal eens in de loop der tijd.
- Van 1988 tot 1999 vond de marathon plaats in Vedelago, een gemeente nabij Padua, en was overigens georganiseerd door de lokale atletiekclub.[2]
- Van 2000 tot 2015 verliep de marathon van Vedelago naar Padua. Assindustria Sport van Padua was de organisator en gaf destijds de naam Marathon van Sint-Antonius. Met de deze naam benadrukte zij de band met Padua, stad waar de heilige Antonius leefde.
- Sinds 2016 verloopt de marathon van Padua naar Padua, via een circuit in de buurgemeenten en met als verste punt de benedictijnenabdij van Prazia, gelegen in de gemeente Teolo.[3] Het startpunt is het Stadio Euganeo en het eindpunt het Prato della Valle. De naam van de heilige Antonius viel weg.[4]